# Phùng Há
Phùng Há (30 tháng 4 năm 1911 – 5 tháng 7 năm 2009) là một nữ nghệ sĩ cải lương người Việt gốc Hoa. Bà được xem là một trong những vị tổ của bộ môn nghệ thuật cải lương Việt Nam cùng với nghệ sĩ Bảy Nam. Hầu hết cuộc đời bà gắn bó với bộ môn nghệ thuật này và để lại dấu ấn với nhiều vai diễn khác nhau cũng như đào tạo ra nhiều môn sinh xuất sắc. Một trong những ấn tượng sâu đậm trong lòng người hâm mộ là điệu hát của vai Lữ Bố trong vở Phụng Nghi Đình.

## Thân thế
Phùng Há tên khai sinh là Trương Phụng Hảo, sinh năm 1911 tại làng Điều Hòa, tổng Thuận Trị, quận Châu Thành, tỉnh Mỹ Tho (nay là thành phố Mỹ Tho thuộc tỉnh Tiền Giang), từ nhỏ bà đã không biết được ngày sinh của mình. Sau năm 1975, để thể hiện sự quý mến, Thủ tướng Võ Văn Kiệt đã chọn ngày 30 tháng 4 làm ngày sinh chính thức của bà. Ông cũng thường có mặt trong những lễ sinh nhật của bà khi còn tại chức. Cha của bà là ông Trương Nhân Trưởng, người làng Phú Lạng, huyện Hạc Sơn, thành phố Giang Môn, tỉnh Quảng Đông, Trung Quốc, còn mẹ bà là Lê Thị Mai, người làng Điều Hòa, tỉnh Mỹ Tho.
Bà là người con thứ 6, và cái tên Hảo (好) được phát âm theo âm Triều Châu “ho2” là Há, vì vậy bà còn được gọi là Bảy Phùng Há (theo thứ bậc gia đình của người miền Nam).
Năm bà lên 9 tuổi thì cha bà qua đời. Cả gia đình bà đưa ông về Hạc Sơn để chôn cất. Khi gia đình bà trở về Việt Nam thì gia sản đã bị người khác chiếm đoạt. Tuy có đi học tiểu học một thời ngắn, vì hoàn cảnh gia đình nên bà sớm nghỉ học để đi làm kiếm tiền nuôi gia đình. Năm 13 tuổi, bà đã phải đi làm công trong một lò gạch để kiếm tiền. Tuy nhiên, giọng ca thiên phú của bà khi đó lọt vào tai ông bầu Hai Cu của gánh hát Nam Đồng Ban cũ và đó là bước ngoặt cuộc đời bà để đi theo con đường nghệ thuật.

## Sự nghiệp
Năm 1924, khi ông bầu Hai Cu thành lập gánh hát Tái Đồng Ban và mời bà tham gia với vai trò đào chính để đóng cặp với kép chính Năm Châu. Ông cũng là người gợi ý bà sử dụng cái tên Phùng Há làm nghệ danh. Thầy tuồng Nguyễn Công Mạnh, nghệ sĩ Năm Châu và nhạc sĩ Tư Chơi (tức là nghệ sĩ Huỳnh Thủ Trung) là những người thầy đầu tiên của bà trong cuộc đời nghệ thuật. Cũng chính nghệ sĩ Năm Châu và Tư Chơi là 2 người đàn ông có mặt trong cuộc đời tình cảm của bà về sau này.
Vai diễn đầu tiên đánh dấu cuộc đời hoạt động nghệ thuật của bà đó là vai Giả Thị trong vở cải lương Hoàng Phi Hổ quy Châu của soạn giả Nguyễn Công Mạnh. Sau đó là các vở Thôi Tử thí Tề Quân, Mổ tim Tỷ Can, Anh hùng náo Tam Môn Nhai của soạn giả Nguyễn Châu Thành; Khúc oan vô lượng; Tội của ai của soạn giả Tư Chơi. Thời gian này, bà đóng cặp với nghệ sĩ Năm Châu và rất được công chúng rất yêu thích.
Năm 1926, bà cùng các nghệ sĩ Năm Châu và Tư Chơi, Ba Du gia nhập gánh hát Trần Đắc của ông bầu Trần Đắc Nghĩa. Cùng năm này, bà kết hôn với nghệ sĩ Tư Chơi. Không lâu sau thì nghệ sĩ Năm Châu rời gánh Trần Đắc.
Năm 1929, bà li dị, sau đó kết hôn với nhà phú hộ Bạch công tử Lê Công Phước. Vốn là người rất mê cải lương, ông đã thành lập gánh hát Huỳnh Kỳ cho bà làm bầu gánh khi mới 18 tuổi. Gánh hát quy tụ được rất nhiều đào kép nổi tiếng thời bấy giờ, như Phùng Há, Ba Vân, Năm Phỉ, Tám Du, Năm Thiện, Ba Thâu, Ba Đồng, Chín Móm, Năm Kiệt, Hai Sự, Hai Nữ, Tư Bé, Tư Hélènne... Theo nhiều tài liệu ghi lại thì đây là gánh cải lương có quy mô lớn ở vùng Lục tỉnh Nam Kỳ. Ông cũng cho xây dựng rạp hát cũng với tên Huỳnh Kỳ, bên cạnh ngôi nhà của ông tại Mỹ Tho để làm nơi gánh hát biểu diễn thường xuyên.
Thời đó những gánh hát khác đều đi bằng ghe chèo thì Bạch Công tử lại sắm một lúc tới 3 chiếc ghe có gắn máy dùng để chở đào kép đi lưu diễn và được trang bị như là du thuyền. Theo mô tả thì chiếc đi đầu chở Bạch công tử và Phùng Há, có lầu, phía trước có cột cờ và treo cờ vàng, biểu tượng của gánh Huỳnh Kỳ. Đào kép thì đi trên chiếc ghe thứ hai, được ngăn thành nhiều phòng, nhiều ô cửa sổ, có bếp ăn, chỗ vệ sinh... Chiếc thứ ba thì chở thầy đờn, nhân viên phục vụ và cả một đội bóng. Mỗi khi gánh hát đi tới đâu, Bạch công tử cho đào kép lên bờ đứng xếp hàng và bắt tay xã giao với chính quyền sở tại. Sau đó thì hát bản Đoàn ca, cờ vàng được kéo lên và Bạch Công tử lấy súng lục ra đưa lên trời nổ liền mấy phát. Sau đó, trong lúc đào kép lo chuẩn bị cho đêm diễn thì đội bóng thi đấu giao hữu với đội bóng của địa phương, với mục đích thu hút khán giả tối đi xem hát. Và cho dù thắng hay thua, đội bạn cũng được chiêu đãi và mời xem hát. Khi gánh hát dời đi nơi khác, Bạch công tử lại cho kéo cờ vàng, đốt pháo và rút súng lục ra bắn. Khán giả thì đứng chen trên bờ vẫy tay chào.
Nhờ lưu diễn bằng ghe nên thời đó dù ở những vùng chợ quê xa xôi như Vĩnh Kim, Ba Dừa, Cái Thia... đều có gánh hát tới. Được biết trong hồi ký của nghệ sĩ Ba Vân cũng có nhắc tới việc này. Vở tuồng ăn khách nhất của gánh Huỳnh Kỳ là Giọt máu chung tình, do Năm Thiên đóng vai Võ Đông Sơ và Phùng Há vai Bạch Thu Hà. Không chỉ để lại dấu ấn trong lòng người dân miền sông nước, gánh Huỳnh Kỳ của Bạch Công tử còn thu hút được khán giả Sài Gòn. Trong hồi ký Nổi trôi trong ánh đèn màu, nghệ sĩ Bảy Nhiêu đã viết: "Đến 3 giờ chiều thì vé các hạng của gánh Huỳnh Kỳ đều hết. Nhiều người thất vọng đón buổi tối để mua cho được vé đêm mai".

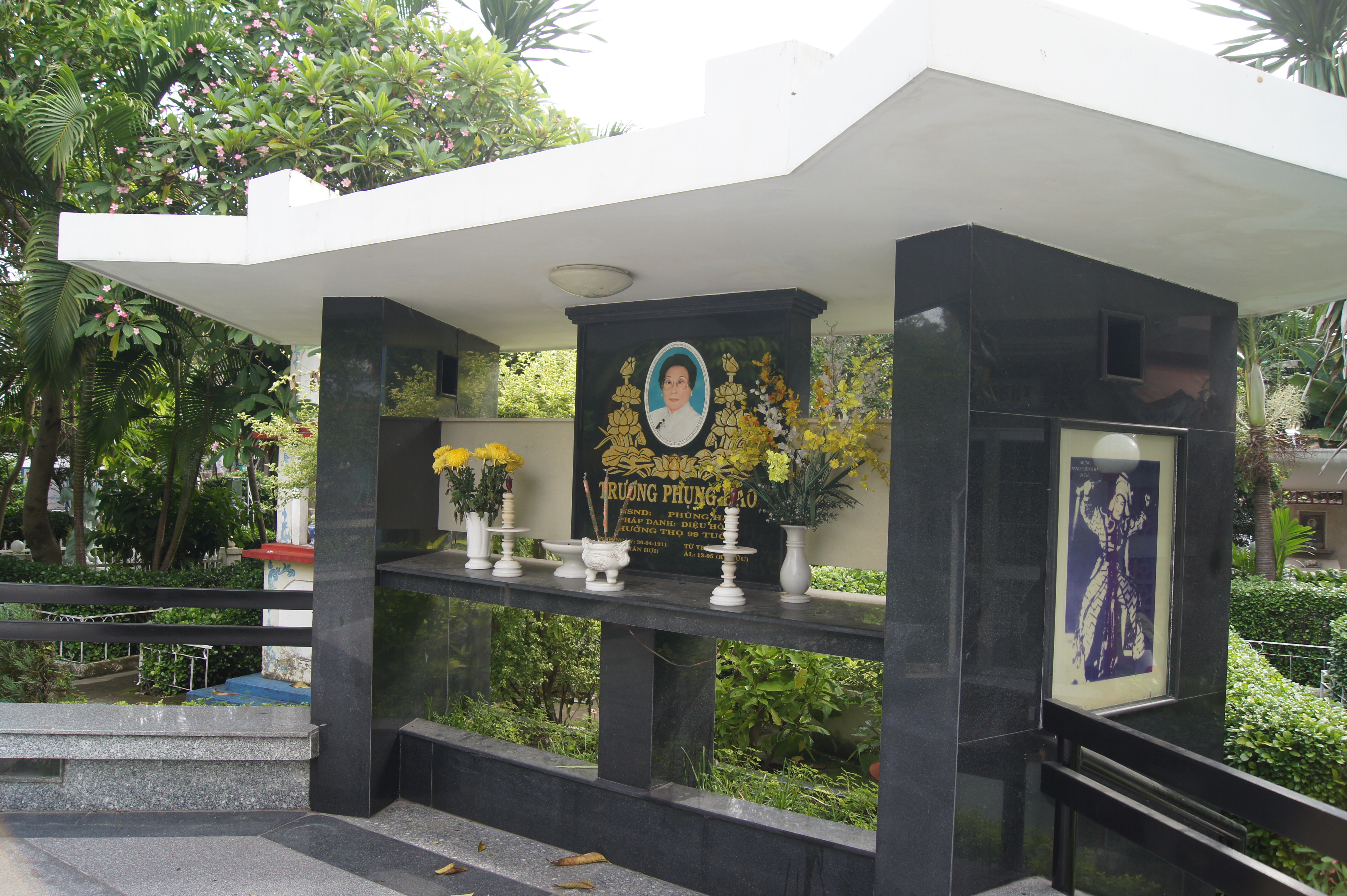
Phần mộ NSND Phùng Há trong nghĩa trang Chùa Nghệ Sĩ

Năm 1958, bà đề xuất mua đất, xây dựng nên Chùa Nghệ Sĩ tại Sài Gòn để làm nơi yên nghỉ cho những nghệ sĩ cải lương. Bà cũng tự xuất tiền để xây dựng bia mộ cho các nghệ sĩ lão thành và cấp dưỡng cho vài nghệ sĩ nghèo.
Bà không chỉ là nghệ sĩ với giọng hát xuất sắc, diễn xuất tinh tế, mà bà còn có công đào tạo nhiều thế hệ nghệ sĩ, nhiều người đạt danh hiệu Nghệ sĩ nhân dân. Thời Việt Nam Cộng hòa, bà là giảng viên của Trường Quốc gia Âm nhạc và Kịch nghệ. Với những đóng góp cho nghệ thuật, năm 1984, bà được phong tặng danh hiệu Nghệ sĩ Nhân dân.
Theo Quyết định số 118/CT ngày 11 tháng 5 năm 1982 của Chủ tịch Hội đồng Bộ trưởng, bà là một trong 13 thành viên Hội đồng các nghệ sĩ. Theo Quyết định trên, Hội đồng có nhiệm vụ giúp Chủ tịch Hội đồng Bộ trưởng trong việc xét tặng danh hiệu Nghệ sĩ nhân dân và Nghệ sĩ ưu tú cho những người hoạt động nghệ thuật có nhiều sáng tạo nghệ thuật và nhiều cống hiến phục vụ nhân dân.

### Qua đời
Ngày 5 tháng 7 năm 2009, bà qua đời tại bệnh viện Nguyễn Trãi (Thành phố Hồ Chí Minh), hưởng thọ 98 tuổi. Bà được an táng trong nghĩa trang nghệ sĩ do bà lập nên trong phần đất của Chùa Nghệ sĩ.

## Đời tư
Mối tình đầu đồng thời là người chồng đầu tiên của Phùng Há là nghệ sĩ Tư Chơi (1907–1964; tên thật là Huỳnh Thủ Trung). Hai người kết hôn vào năm 1926, có với nhau một người con gái tên Bửu Trân (1926–1959). Năm 1929, Phùng Há và Tư Chơi ly hôn, một thời gian sau thì Tư Chơi kết hôn với nữ nghệ sĩ Kim Thoa.
Người chồng thứ hai của bà là Bạch công tử Lê Công Phước, người đã lập một gánh hát và để bà làm chủ. Cả 2 có với nhau 2 người con, một con trai và một con gái: con trai đầu tên Paul Lộc, qua đời do chứng bệnh ban trắng khi mới 2 tuổi, con gái út là Suzane Lý cũng mất sớm vì bệnh. Sau khi con gái qua đời, cuộc hôn nhân giữa bà và Lê Công Phước cũng chấm dứt. Sau khi ly hôn với Phùng Há, Bạch công tử kết hôn với nghệ sĩ cải lương Ngọc Sương và sinh được một người con gái tên Ngọc Tuyết (Liliane). Tuy nhiên, cuộc hôn nhân này cũng nhanh chóng tan vỡ, Ngọc Sương để con gái lại cho Phước và trở về Phan Thiết. Sau khi biết tin Phước khó khăn trong việc nuôi con nhỏ, Phùng Há đã xin đưa Lili về nuôi dưỡng.
Năm 1940, bốn năm sau khi kết thúc cuộc hôn nhân thứ 2, Phùng Há kết hôn với Nguyễn Hữu Bửu, người đã lập ra gánh hát Phùng Hảo cho bà quản lý. Trước khi kết hôn với Phùng Há, Nguyễn Bửu đã từng lập gia đình và có con, trong đó có 2 con trai là Nguyễn Long và Nguyễn Khánh – Thủ tướng Việt Nam Cộng hòa. Năm 1950, bà nhận Nghệ sĩ ưu tú Nam Hùng làm con nuôi. Sau khi gánh hát Phùng Hảo tan rã, cuộc hôn nhân thứ 3 của bà cũng kết thúc.
Về sau, Phùng Há kết hôn với Châu Văn Sáu (còn gọi là Bầu Nhơn), nhưng cuộc hôn nhân cuối cùng này cũng chấm dứt sau năm 1959.

## Các vai diễn để đời
- Phụng Nghi Đình (vai Lữ Bố)
- Đời Cô Lựu (vai cô Lựu)
- Giọt máu chung tình (vai Bạch Thu Hà)

## Vinh danh
Năm 2017, với nhiều đóng góp cho sân khấu cải lương, Hội đồng nhân dân tỉnh Tiền Giang quyết định đặt tên bà cho một tuyến đường ở Mỹ Tho (đường Phùng Há).
Năm 2023, Hội Sân khấu Thành phố Hồ Chí Minh đã đề xuất đặt tên bà cùng với 8 nghệ sĩ vào quỹ đặt tên đường của Thành phố Hồ Chí Minh.